# جوني ميلر (لاعب كرة قدم)
جوني ميلر (بالإنجليزية: Johnny Miller)‏ (21 سبتمبر 1950 بإبسوتش في المملكة المتحدة - 18 فبراير 2016 في المملكة المتحدة) هو لاعب كرة قدم بريطاني في مركز جناح ‏. لعب مع إيبسويتش تاون وبورت فايل ونورويتش سيتي ونادي مانسفيلد تاون وSelston F.C. ‏ وOakham United F.C. (Nottinghamshire) ‏.

## وصلات خارجية
- جوني ميلر على موقع قاعدة بيانات كرة القدم.إي يو (الإنجليزية)